# Vis major
A vis maior (latinul „felsőbb erő”) nagyobb vagy felsőbb erő; ellenállhatatlan erő, római jogi körülmény. Olyan veszteség lehet, amely olyan természetes okból származik, amelyet körültekintés, szorgalom és odafigyelés nem akadályozhatott meg. Vis divina (isteni erő) vagy felsőbb erő neveken is ismert.
Ellenállhatatlan erőszakról van szó; elkerülhetetlen baleset vagy ún. Isten cselekedete. Jellege és ereje abszolút ellenőrizhetetlen, például egy ellenséges hadsereg bevonulása vagy erőszakos rablások mentesíthetik a feleket a szerződéses felelősség alól.
Ez a kifejezés sajátos jelentéssel bír a szigorú felelősség tekintetében. A kártérítési törvény szigorú felelőssége lehetővé teszi a felelősség felszámolását egy olyan szereplővel szemben, ahol nincs emberi hiba vagy közeli ok, tekintettel arra, hogy a károk ultraveszélyes tevékenységben való részvételükből eredtek, azaz robbantás, vízáradás, háború, felkelés, zavargás stb. A vis maior azonban kivételt kínál az ilyen felelősség alól. A brit jogban, a Fletcher vs. Rylands a Kincstári Kamarában, LR 1 Ex. 266, 1866, megerősítve a Lordok Házában fellebbezéssel a Rylands vs. Fletcher LR 3 HL 330, a vis maior kivételével:

„ [Az alperes] felmentheti magát azzal, hogy kimutatja, hogy [egy veszélyes anyag] kiszökése a felperes mulasztásának volt betudható; vagy inkább a vis maior vagy Isten cselekedetének következménye volt”

– Blackburn J Fletcher v. Rylands LR 1 Ex. 266, 1866

A vis maior vagy Isten cselekedete létezése kizárja a szigorú felelősség elméletének alkalmazását, tekintettel arra, hogy lehetetlen előre látni egy ilyen eseményt. (Gondoljunk csak egy hurrikán után átszakadó gátra, ahol a gát tulajdonosának/üzemeltetőjének semmilyen gondatlansága nem tapasztalható. )

## Fordítás
Ez a szócikk részben vagy egészben  a   Vis maior című angol Wikipédia-szócikk ezen változatának fordításán alapul.  Az eredeti cikk szerkesztőit annak laptörténete sorolja fel. Ez a jelzés csupán a megfogalmazás eredetét és a szerzői jogokat jelzi, nem szolgál a cikkben szereplő információk forrásmegjelöléseként.